# Thorsø Sogn
Thorsø Sogn er et sogn i Favrskov Provsti (Århus Stift).
I 1800-tallet var Aidt Sogn og Thorsø Sogn annekser til Vejerslev Sogn. Alle 3 sogne hørte til Houlbjerg Herred i Viborg Amt. Vejerslev-Aidt-Thorsø sognekommune blev ved kommunalreformen i 1970 indlemmet i Hvorslev Kommune, som ved strukturreformen i 2007 indgik i Favrskov Kommune.
I Thorsø Sogn ligger Thorsø Kirke.
I sognet findes følgende autoriserede stednavne:
- Futting (bebyggelse, ejerlav)
- Thorsø (bebyggelse, ejerlav)
- Thorsø Hede (bebyggelse)
- Thorsø Mølle (bebyggelse)